# Unione Sportiva Anconitana 1971-1972
Questa pagina raccoglie le informazioni riguardanti l'Unione Sportiva Anconitana nelle competizioni ufficiali della stagione 1971-1972.

## Rosa
| N. |                   | Ruolo | Calciatore             |
| -- | ----------------- | ----- | ---------------------- |
|    | Italia (bandiera) | P     | Massimiliano Barbadori |
|    | Italia (bandiera) | A     | Giancarlo Bellisari    |
|    | Italia (bandiera) | D     | Giuseppe Bonvicini     |
|    | Italia (bandiera) | D     | Daniele Brighanti      |
|    | Italia (bandiera) | D     | Bruno Bussolari        |
|    | Italia (bandiera) | D     | Auro Buratti           |
|    | Italia (bandiera) | D     | Claudio Campagnucci    |
|    | Italia (bandiera) | C     | Luigi Cantagalli       |
|    | Italia (bandiera) | D     | Massimo Capoccia       |
|    | Italia (bandiera) | A     | Gennaro Cavallino      |
|    | Italia (bandiera) | P     | Ivan Chiarini          |
|    | Italia (bandiera) |       | Cristiani              |

| N. |                   | Ruolo | Calciatore           |
| -- | ----------------- | ----- | -------------------- |
|    | Italia (bandiera) | A     | Beniamino Di Giacomo |
|    | Italia (bandiera) |       | Eusebi               |
|    | Italia (bandiera) |       | Ferri                |
|    | Italia (bandiera) | C     | Gastone Marchi       |
|    | Italia (bandiera) | C     | Franco Marini        |
|    | Italia (bandiera) | A     | Gianmaria Pesenti    |
|    | Italia (bandiera) | C     | Antonio Petraccini   |
|    | Italia (bandiera) | A     | Andrea Prunecchi     |
|    | Italia (bandiera) |       | Spina                |
|    | Italia (bandiera) |       | Turchi               |
|    | Italia (bandiera) |       | Zannini              |
|    | Italia (bandiera) | C     | Walter Zironi        |